# Theodor Heuss
Theodor Heuss (pronunciación alemana: ˈteː.o.doːɐ̯ ˈhɔɪ̯sⓘ; Brackenheim, Reino de Wurtemberg, 31 de enero de 1884 - Stuttgart, 12 de diciembre de 1963) político alemán. Primer presidente de la República Federal de Alemania (desde el 13 de septiembre de 1949 hasta el 12 de septiembre de 1959) y quinto en la historia de este país (tras Friedrich Ebert, Paul von Hindenburg, Adolf Hitler y el almirante Dönitz).

## Biografía
Nació en Brackenheim, cerca de Heilbronn. Estudió Economía Política en Múnich y Berlín, doctorándose en 1905. Al finalizar sus estudios trabajó como periodista para la revista Die Hilfe (La ayuda) desde 1905 hasta 1912. Desde 1907 dirigió la sección política de la revista.
En 1908 contrajo matrimonio con Elly Knapp, con la que tuvo un hijo varón.
De 1912 a 1918 estuvo al frente de la edición del periódico Neckarzeitung. De 1918 a 1922 también trabajó para Deutsche Politik, un boletín de noticias semanal de contenido político.
Falleció el 12 de diciembre de 1963 en la ciudad de Stuttgart.

## Trayectoria política
En 1910 se afilió al partido Partido Popular Progresista (Fortschrittliche Volkspartei), en el que permaneció hasta 1918. Entre 1923 y 1926 publicó la revista La Nación Alemana (Die Deutsche Nation).
En 1918 Heuss se hizo miembro del Partido Democrático Alemán (Deutsche Demokratische Partei, DDP), agrupación heredera, desde 1918, del Fortschrittliche Volkspartei (Partido Popular Progresista) y del ala liberal del Nationalliberale Partei (Partido Nacional-liberal) y fue elegido miembro del Reichstag de 1924 a 1928 para el Partido Democrático Alemán y de 1930 a 1933 para el Deutsche Staatspartei, sucesor del Partido Democrático Alemán.
En 1933, junto con el resto de sus compañeros del grupo parlamentario del DDP, aceptó, sin estar conforme, votar a favor de la Ley de Plenos Poderes (Ermächtigungsgesetz) que otorgó a Adolf Hitler poderes cuasidictatoriales y supuso el final de la República de Weimar. Muy pronto Theodor Heuss pasó a formar parte de la oposición al nazismo, se unió a organizaciones clandestinas liberales y mantuvo contactos con el movimiento de resistencia (Widerstand), durante la Alemania nazi, hasta el final de la Segunda Guerra Mundial.
De 1945 a 1946 Heuss se desempeñó como ministro de Cultura del Estado de Baden-Württemberg. En 1946 y 1947 impartió clases de Historia en la Escuela Técnica de Stuttgart. Fue cofundador de la sección en el estado de Baden-Württemberg del Partido Democrático Popular (Demokratische Volkspartei), actualmente conocido como Partido Democrático Libre (Freie Demokratische Partei, FDP) y fue miembro del parlamento del estado mencionado entre 1946 y 1949. El 12 de diciembre de 1948, fue elegido jefe del FDP. Abogó por la unión de los partidos liberales de las zonas alemanas occidentales.
Formó parte del Consejo Parlamentario (Parlamentarischer Rat), la comisión que redactó la Ley Fundamental para la República Federal de Alemania (su constitución) y que se reunió por primera vez el 1 de septiembre de 1948. Después de la elección del primer Bundestag (parlamento alemán) el 14 de agosto de 1949, ya vigente la nueva constitución, Theodor Heuss alcanzó la jefatura del Estado al ser elegido presidente el 12 de septiembre de 1949 por la Asamblea Federal de Alemania (Bundesversammlung) frente a Kurt Schumacher. Tomó posesión del cargo un día más tarde. En 1954 fue reelegido para otro mandato hasta el 12 de septiembre de 1959.
Heuss consideró importante recuperar la confianza de la comunidad internacional, sus visitas de Estado ayudaron a normalizar las relaciones de los países occidentales con la República Federal de Alemania. Apoyó el acercamiento entre Konrad Adenauer y Robert Schuman, que condujo al establecimiento de la Comunidad Europea del Carbón y del Acero (CECA), punto de partida de la actual Unión Europea.
Heuss no estuvo de acuerdo con el rearme y la creación del nuevo ejército de Alemania Occidental (Bundeswehr) en 1955.[cita requerida]